# TT347
TT347 (Theban Tomb 347) è la sigla che identifica una delle Tombe dei Nobili ubicate nell'area della cosiddetta Necropoli Tebana, sulla sponda occidentale del Nilo dinanzi alla città di Luxor, in Egitto. Destinata a sepolture di nobili e funzionari connessi alle case regnanti, specie del Nuovo Regno, l'area venne sfruttata, come necropoli, fin dall'Antico Regno e, successivamente, sino al periodo Saitico (con la XXVI dinastia) e Tolemaico.

## Titolare
TT347 era la tomba di:
| Titolare | Titolo          | Necropoli           | Dinastia/Periodo | Note                                                     |
| -------- | --------------- | ------------------- | ---------------- | -------------------------------------------------------- |
| Hori     | Scriba del nomo | Sheikh Abd el-Qurna | XIX -XX dinastia | classificata da Jean-François Champollion con il n.ro 20 |

## Biografia
Unica notizia biografica ricavabile: il nome della moglie Nefertere.

## La tomba
TT347 si presenta con una sala trasversale e un inizio di sala longitudinale che lasciano intendere una planimetria a "T" rovesciata tipica delle sepolture del periodo. Sulle pareti della sala trasversale: Osiride (?) seduto con due altre divinità femminili (1 in planimetria); su tre registri sovrapposti (2) il defunto con il suo entourage e resti di scene della processione funebre con barche e dolenti, macellai e portatori di suppellettili funerarie; il defunto su una barca trainata da otto uomini (3); il defunto e la moglie seduti (4).

### Annotazioni
1. ↑  La numerazione dei locali e delle pareti segue quella di Porter e Moss 1927, p. 400.
2. ↑  La prima numerazione delle tombe, dalla numero 1 alla 252, risale al 1913 con l'edizione del "Topographical Catalogue of the Private Tombs of Thebes" di Alan Gardiner e Arthur Weigall. Le tombe erano numerate in ordine di scoperta e non geografico; ugualmente in ordine cronologico di scoperta sono le tombe dalla 253 in poi.
3. ↑  I campi della Duat, ovvero l'aldilà egizio, si trovavano, secondo le credenze, proprio sulla riva occidentale del grande fiume.
4. ↑  Nella sua epoca di utilizzo, l'area era nota come "Quella di fronte al suo Signore" (con riferimento alla riva orientale, dove si trovavano le strutture dei Palazzi di residenza dei re e i templi dei principali dei) o, più semplicemente, "Occidente di Tebe".
5. ↑  le Tombe dei Nobili, benché raggruppate in un'unica area, sono di fatto distribuite su più necropoli distinte.
6. ↑  Le note, sovente di inquadramento topografico della tomba, sono tratte, fino alla TT252, dal "Topographical Catalogue" di Gardiner e Weigall, ed. 1913 e fanno perciò riferimento alla situazione dell'epoca.

### Fonti
1. ↑  Gardiner e Weigall 1913.
2. ↑  Donadoni 1999,  p. 115.
3. 1 2  Porter e Moss 1927, p. 415.
4. ↑  Porter e Moss 1927,  p. 415.